# Farsunds kommun
Farsunds kommun (norska: Farsund kommune) är en kommun i Agder fylke i södra Norge. Största tätort och centralort är staden Farsund.
Tidigare har kommunen tillhört dåvarande Vest-Agder fylke.

## Administrativ historik
Farsund fick stadsrättigheter 1795. 1903 överfördes ett område med 99 invånare från Lista kommun. 1948 överfördes ett annat område med 64 invånare från Lista kommun. Stadskommunen Farsund lades 1965 samman med de tre tidigare kommunerna Herad, Lista och Spind för att bilda den nuvarande kommunen. 1971 överfördes ett område med 21 invånare från Lyngdals kommun.

## Tätorter
I Farsunds kommun finns tre tätorter:
- Farsund (centralort)
- Vanse
- Vestbygda

## Socknar
Inom Norska kyrkan är Farsunds kommun indelad i två socknar:
- Farsunds socken
- Lista socken

Socknarna ingår i Lister og Mandals prosteri i Agder og Telemarks stift.

## Fornminnen
I Lista i Farsunds kommun påträffades runstenen Skollevollstenen, i dag vid Universitetet i Oslo.